# Серебряные ряды

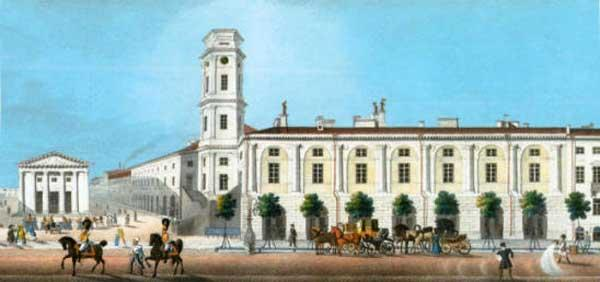
Слева — здание и башня Городской думы, изначально повторявшие вид Серебряных рядов. 1830-е годы

Серебряные ряды — памятник архитектуры. Расположен в Санкт-Петербурге, современный адрес дома — Невский проспект, 31.

## История
С середины XVIII века на участке были расположены деревянные лавки, в которых торговали серебром; они сгорели в 1783 году. В 1783—1784 годах (по другим источникам, в 1787 году, или в 1784—1787, 1784—1786 годах) на их месте Джакомо Кваренги построил каменное здание.
Строительство изначально шло за счёт купцов, позднее здание принадлежало Обществу лавковладельцев Серебряных рядов.
После Великой Отечественной войны в здании открыт магазин спортивных товаров.
В 1955 году были разобраны внутренние стены здания, в получившемся зале на долгое время разместился спортивный магазин «Динамо».
С 1980-х годов в здании был расположен Санкт-Петербургский фонд культуры (первоначально — Ленинградское отделение Советского фонда культуры).
После реконструкции в 1982 году в здании разместился магазин «Изопродукция».
В 1990-х на первом этаже разместился магазин ювелирного салона «Ананов».
В декабре 2023 года проект реставрации фасадов «Серебряных рядов» оценили в 2,7 млн.

## Внешний вид
Изначально нижний этаж трёхэтажного здания был обработан открытой аркадой, закрытой в 1878 году — на её месте сделали витрины и входы в лавки. Также нижний этаж рустован, верхнюю часть здания украшают полуколонны тосканского ордера и ложные арки.
В 1799—1802 годах на углу Невского проспекта и Думской улицы воздвигнута башня, объединившая ряды и здание городской думы.
В 1840-х галерея Серебряных рядов была застеклена.
В 1981—1982 годах нижнюю галерею раскрыли (по проекту архитекторов Т. А. Болдырева, В. П. Козлова, В. А. Харламова).
В 1999 году аркада вновь была застеклена. Авторами проекта выступили Андрей Ананов и Ирина Алексеева — президент и главный художник «Русское ювелирное искусство — Ананов».